# Кільчицька Ірена Реонольдівна
Кільчи́цька Іре́на Реоно́льдівна (нар. 22 серпня 1968 р., Київ, УРСР) — екс-заступник голови Київської міської державної адміністрації.

## Біографія
Народилася 22 серпня 1968 року в Києві. 

### Освіта
- У 1985 закінчила середню загальноосвітню школу № 78 міста Києва.
- У 1993 р. — закінчила Київський університет ім. Т. Г. Шевченка, спеціальність — юрист-правознавець.
- У 2004 р. — отримала диплом економіста в Київському університеті ім. Т. Шевченка.

### Кар'єра
- У 1985 р., — відразу після закінчення школи, секретар Залізничного районного суду Києва, через декілька місяців перейшла у військову прокуратуру Київського гарнізону.
- У 1985-1988 рр. — діловод таємного діловодства військової прокуратори київського гарнізону.
- З 1988 р. — секретар-друкарка КДБ Києва, секретар в комітеті ЛКСМУ комбінату громадського харчування київського військторгу №418, потім там же — посада секретаря комсомольської організації.
- З 1991 р. — посада консультанта-товарознавця техніко-торгового центру «Ореанда», товарознавець в універмазі № 1 СП Комерційні системи, юрист ООО РІСТ і ТОВ КРІД.Січень
- 1999 р. — посада керівника Борщагівського безбалансового відділення в Правекс-банку, що належить Леоніду Черновецькому. Три місяці працює начальником Борщагівського відділення банку, а потім стає директором кредитного департаменту і віце-президентом Правекс-Банку.
- З липня 2007 р — обіймає посаду заступника голови Київської міської державної адміністрації Л. Черновецького.
- 23 березня 2010 року — І. Кільчицьку, разом з низкою інших заступників Київського голови, було звільнено з посади.

## Політична діяльність
У 2006, після перемоги на місцевих виборах у Києві Леоніда Черновецького призначена заступницею голови Київської міської державної адміністрації. Кільчицька входила до найближчого кола «молодої команди» Черновецького та мала повну його довіру, завдяки, з одного боку, економічній та фінансовій освіті, з іншого боку, холоднокровному «закручуванню гайок» підлеглим.
На цій посаді Кільчицька контролювала сфери охорони здоров'я, торгівлі, побуту та ритуальних послуг міста та мала на меті заробити більше грошей для міста. На першому році роботи вона відзначилася масовою заміною керівників комунальних підприємств, перерозподілом ринку грального бізнесу в місті та спробою виселити Пологовий будинок № 1 на Арсенальній вулиці, щоб віддати його під забудову. У 2007 році її вагомим досягненням стала реформа паркування в Києві, з заміною районних паркувальних сервісів на єдине КП «Київтранспарксервіс», запровадженням евакуаторів та оплати паркування через смс-повідомлення, що вже за рік дозволило вдесятеро збільшити надходження від паркування. Наступним проєктом пані Кільчицької стало створення комунального фонду допомоги незаможним та соціально незахищеним киянам, яке активно піарили міські ЗМІ.
У червні 2008 Леонід Черновецький оголосив про звільнення Кільчицької, та замість звільнення її було відправлено в декретну відпустку, вона продовжувала впливати на рішення в КМДА, а незабаром і офіційно повернулася на посаду заступниці голови КМДА та зберегла її навіть після президентських звільнень. У 2009 вона стала менш публічною, але продовжувала залишатися однією з найвпливовіших людей у команді Леоніда Черновецького, куруючи всю соціальну сферу міста.
У 2010 році після приходу до влади в Україні Віктора Януковича та усунення від керівництва КМДА Леоніда Черновецького, Кільчицька також була звільнена з посади та залишила політику, сконцентрувавшись на особистому житті.
Під час її роботи на посаді комунальні ЗМІ регулярно показували допомогу Кільчицької бідним, а таблоїди висвітлювали її багатий спосіб життя.

## Розслідування
В 2023 році почалося розслідування щодо можливого шахрайства Кільчицької. Слідство вважало, що 2021 року вона привласнила кошти від продажу кримської нерухомості на $1,93 млн.